# Donazione di organi
La donazione di organi consiste nella rimozione di uno o più organi dal corpo per poterne fare utilizzi clinici quale un trapianto.
La rimozione di un organo o tessuto da un organismo donatore è un prelievo di organi o tessuti; il termine espianto va riservato, invece, alla rimozione chirurgica di un organo precedentemente trapiantato e rimosso per diversi motivi, sebbene comunemente sia spesso usato nel senso di "prelievo".

## La donazione da cadavere
Gli organi da trapiantare possono essere prelevati da un soggetto deceduto, dopo che la sua morte sia stata accertata secondo le modalità previste dalla legge (diverse a seconda dei paesi).
La morte consiste nella cessazione irreversibile di tutte le funzioni dell'encefalo (cervello e tronco encefalico). Vi si può arrivare in due modi:
- perché cessa la circolazione del sangue (es. per arresto cardiaco)
- perché l'encefalo subisce un danno molto grave e cessa di funzionare (es. trauma cranico, emorragia cerebrale, ischemia cerebrale). In questo caso si parla di morte encefalica, spesso chiamata, seppur impropriamente, morte cerebrale riferendosi al termine anglo-sassone brain death.

La morte dopo arresto cardiaco può essere accertata "con criteri cardiaci" cioè con la registrazione continua di un tracciato elettrocardiografico per almeno 20 minuti. Questo accertamento può essere eseguito da un medico e deve documentare l'assenza di attività del cuore, cioè l'assenza di circolazione del sangue.
Nei soggetti con lesioni encefaliche sottoposti a trattamento rianimatorio l'accertamento è sempre obbligatorio, indipendentemente dalla eventuale donazione di organi. In questi casi deve essere effettuato da un collegio medico costituito da tre medici specialisti: un esperto in neurofisiologia, un anestesista-rianimatore,  un medico legale (o anatomopatologo, o medico di direzione sanitaria); il collegio medico deve verificare, in un periodo di osservazione di almeno sei ore, la coesistenza di una serie di condizioni (tutte previste dalla legge) compatibili con la completa cessazione di tutte le funzioni dell'encefalo: stato di incoscienza, assenza di riflessi del tronco encefalico (struttura deputata a mantenere le funzioni fondamentali della vita), assenza di respiro spontaneo (apnea), assenza di qualunque attività elettrica cerebrale verificata tramite elettroencefalogramma.
Nei casi in cui non si possono effettuare tutti gli esami clinici o strumentali previsti per l'accertamento è necessario documentare preliminarmente, cioè prima di iniziare l'accertamento di morte, l'assenza dell'irrorazione di sangue al cervello (flusso ematico encefalico) attraverso indagini strumentali (angiografia, doppler, etc).
Una volta accertata la morte, può essere effettuato il prelievo degli organi e dei tessuti. Nel caso di soggetti morti in trattamento rianimatorio (in morte encefalica), dopo che la morte è stata accertata, il trattamento rianimatorio viene sospeso e la salma viene portata in obitorio. Se è previsto il prelievo di organi la ventilazione e il supporto rianimatorio vengono proseguiti al solo scopo di preservare gli organi ai fini del trapianto; il cadavere, prima di essere portato in obitorio, viene portato in sala operatoria per l'intervento di prelievo di organi.
Nei casi di morte a seguito di eventi di competenza della magistratura, la donazione di organi e tessuti è possibile soltanto dopo avere ottenuto il "nulla osta" dall'autorità giudiziaria competente.

## Trapianto da donatore vivente
Per molti organi non rigenerabili è possibile il prelievo sia da donatore cadavere, sia da donatore vivente.
La definizione di integrità fisica ammette dei margini di discrezionalità, in quanto il prelievo di organi non rigenerabili induce una diminuzione permanente di tale integrità, non essendovi nel corpo organi privi di funzione dei quali si può essere privati senza conseguenze (se non si tratta di organi malati).
Gli organi maggiormente interessati nella donazione da vivente sono i reni, in quanto doppi. In secondo luogo il fegato, dotato di una buona capacità di rigenerazione. Il prelievo di uno di questi organi consente al donatore di mantenere una buona qualità di vita, e nel contempo, di migliorare - se non salvare - la vita del ricevente.
Un tema dibattuto è la legittimità dei trapianti da feti nati privi di cervello (anencefalia),  ma con un cuore e un organismo sani e trapiantabili, destinati in ogni caso a morire. Si discute dell'opportunità di evitare un aborto e di fare nascere tali feti, la cui condizione patologica è nota ancor prima della nascita, per poterne trapiantare gli organi.
Il dibattito etico riguarda da un lato la possibilità di aumentare la disponibilità di organi e di ridurre costi e ricorsi al mercato illegale, dall'altro il rischio di legalizzare l'offerta di organi tramite una donazione simulata, che sebbene fra donatore e ricevente che non si conoscono, potrebbe nascondere un pagamento fra le parti, difficilmente dimostrabile.

### Trapianto mercenario
Il trapianto mercenario è quello che prevede il pagamento di un compenso ad un donatore vivente, che in cambio offre un proprio organo.
In questo caso il trapianto può interessare solo organi e tessuti non vitali, pari (ad esempio il rene), o capaci di rigenerarsi (fegato, midollo osseo).
Il crescente sviluppo che riguarda tale pratica è da imputarsi alla maggiore richiesta di trapianti, alla minor disponibilità di trapianto da cadavere e ad un allungamento delle liste di attesa, oltre che ad una crescente offerta sul mercato internazionale. La legislazione al riguardo varia da stato a stato: in molti stati (tra cui Italia e Stati Uniti) è vietato sul territorio nazionale; in molti paesi non esistono leggi al riguardo, ed è quindi implicitamente consentito; in altri ancora il trapianto mercenario è consentito e regolato da apposite leggi e disposizioni.
Il trapianto mercenario è uno dei temi più dibattuti in bioetica. I favorevoli sostengono che una scelta consapevole del donatore non andrebbe ostacolata, seguendo i 4 principi di Beauchamp e Childress; i detrattori di tale pratica si appellano agli stessi 4 principi (autonomia, beneficenza, non maleficenza, giustizia), sostenendo che:
- una scelta dettata dalla ristrettezza economica non può considerarsi autonoma
- l'asportazione di un organo non porta beneficio, in nessun caso
- la stessa asportazione potrebbe portare ad un danno, immediato o a lungo termine, soprattutto in paesi dove l'assistenza sanitaria al donatore non è ottimale.

La Costituzione Europea vieta il trapianto mercenario (Titolo I, art. II-3: Diritto all'integrità della persona - "Nell'ambito della medicina e della biologia devono essere in particolare rispettati: [...] c) il divieto di fare del corpo umano e delle sue parti in quanto tali una fonte di lucro").
La legislazione italiana vieta l'importazione ed esportazione di organi verso Paesi nei quali è lecita la vendita, o viene praticato un prelievo forzato dai condannati a morte. La legge sui trapianti non prevede sanzioni penali per le persone per le quali è accertata la presenza di organi o tessuti comprati (con l'aggravante dell'età minorile o del ricorso a organizzazioni paramafiose), dei quali la magistratura non trova traccia tramite un controllo incrociato in una banca dati nazionale o di altri Paesi.
Peraltro, anche chi compra un organo ed effettua un trapianto clandestino all'estero necessita di esporre la propria situazione a qualche medico, per la prescrizione dei farmaci immunosoppressivi e delle altre cure cui si sottopongono a vita i trapiantati. Altro atto che può far supporre un trapianto mercenario è l'improvvisa cancellazione dalle liste di attesa. Infine, da un controllo delle cartelle cliniche e dall'esame stesso dell'organo si è in grado di stabilire il ceppo etnico di provenienza e, soprattutto, l'età del "donatore".

## Legislazione

### In Italia
La Legge 1º aprile 1999 n. 91 istituisce il Sistema Informativo dei Trapianti (SIT) nell'ambito del Sistema Informativo Sanitario Nazionale, per la raccolta in un'unica banca dati, situata presso il Centro Nazionale Trapianti, delle manifestazioni di volontà, (favorevoli o contrarie) in tema di donazione degli organi e tessuti. Per quanto riguarda i riceventi, le liste di attesa sono gestite a livello regionale. Al SIT sono collegati i Centri Regionali Trapianto e le Aziende Sanitarie Locali, le quali, in base al citato D.M. del 2000, svolgono il ruolo di punti di raccolta delle dichiarazioni di volontà dei cittadini e di trasmissione, in modalità telematica, dei relativi dati al SIT. Il SIT è interconnesso con la banca dati contenente i testamenti olografi degli associati AIDO, che in tempo reale vengono resi disponibili: al 2013 più di 1.230.000 adesioni raccolte, contro 141.000 dichiarazioni tramite le Aziende Sanitarie, con una prima legittimazione di fatto del testamento biologico. Dal 2013, è possibile iscriversi al SIT anche tramite l'ufficio Anagrafe di molti comuni aderenti.
Per organi salvavita, in pazienti in condizioni di emergenza, l'andamento del trapianto deve essere seguito nel tempo, sulla base di un protocollo nazionale comune definito a cura del Centro Nazionale Trapianti. I dati devono essere raccolti in un registro nazionale..
Il Centro Nazionale Trapianti e la Conferenza Stato-Regioni stabiliscono protocolli e linee guida comuni e nazionali, valide per i centri trapianto e le liste di attesa regionali, sul reperimento, trattamento, conservazione, trasporto e distribuzione, ovvero gestione delle liste di attesa e criteri di assegnazione.
La legislazione è stata aggiornata nel tempo anche per recepire le Direttive UE in materia di selezione dei donatori, e qualità e sicurezza degli organi e loro trasporto; non vi sono ancora direttive che armonizzino la gestione delle liste di attesa e i criteri di assegnazione.

## Iniziative per incoraggiare i donatori di organi
Per promuovere la donazione di organi, sono state attuate diverse campagne di sensibilizzazione in tutto il mondo, vari premi, incentivi o compensi, riforme delle leggi al riguardo, fino ad arrivare ad atti di celebrazione come la giornata mondiale dei trapianti, cerimonie di commiato che sono rivolte a coloro che hanno deciso di donare gli organi dei loro parenti defunti, eventi sportivi per sensibilizzare l'opinione pubblica, monumenti commemorativi per onorare la memoria dei donatori di organi.